# Bora Bora (film)
Cet article possède un paronyme, voir Bora-Bora (homonymie).
Pour plus de détails, voir Fiche technique et Distribution.
Bora Bora est un film franco-italien d'Ugo Liberatore, sorti en 1968.
Le film totalise 6 088 562 entrées dans les salles italiennes, le plaçant à la 8e position du box-office Italie 1968-1969.

## Synopsis
Roberto, un jeune italien, débarque à Papeete pour rechercher Marita, sa femme disparue. Mais Marita, fatiguée des sautes d'humeur de son mari toxicomane, a enfin trouvé un homme vigoureux en Polynésie. Le pêcheur polynésien Mani exauce tous ses souhaits d'amante et elle ne voit aucun intérêt à rentrer en Italie. Roberto fait de son mieux pour reconquérir sa femme, dont il se sent dépendant. Il accepte que sa femme continue à vivre avec Mani. Roberto espionne les ébats du couple et retrouve ainsi sa libido, qu'il expérimente avec une Polynésienne. Mani ne peut supporter le voyeurisme de Roberto et s'éloigne de Marita, qui rentre finalement en Italie avec Roberto.

## Fiche technique
Sauf indication contraire, les informations mentionnées dans cette section peuvent être confirmées par la base de données cinématographiques IMDb,  présente dans la section « Liens externes ».
- Titre original : Bora Bora[1],[2]
- Réalisation : Ugo Liberatore
- Scénario : Ugo Liberatore
- Photographie : Leonida Barboni
- Montage : Giancarlo Cappelli (it)
- Musique : Piero Piccioni
- Décors : Piero Cicoletti
- Costumes : Piero Cicoletti
- Trucages : Otello Fava (it)
- Production : Alfredo Bini, Eliseo Boschi
- Sociétés de production : Arco Film, Finarco (Rome), Franco-London Film (Paris)
- Pays de production :  Italie -  France
- Langue originale : italien
- Format : Couleur - 2,35:1 - Son mono - 35 mm
- Genre : Drame érotique
- Durée : 97 minutes[1]
- Dates de sortie :
  - Italie : 20 novembre 1968
  - France : 26 novembre 1969[2]

## Distribution
- Corrado Pani : Roberto
- Haydée Politoff : Marita
- Doris Kunstmann : Susanne
- Rosine Copie : Tehina
- Antoine Coco Puputauki : Mani
- Giovanni Ivan Scratuglia